# GVU

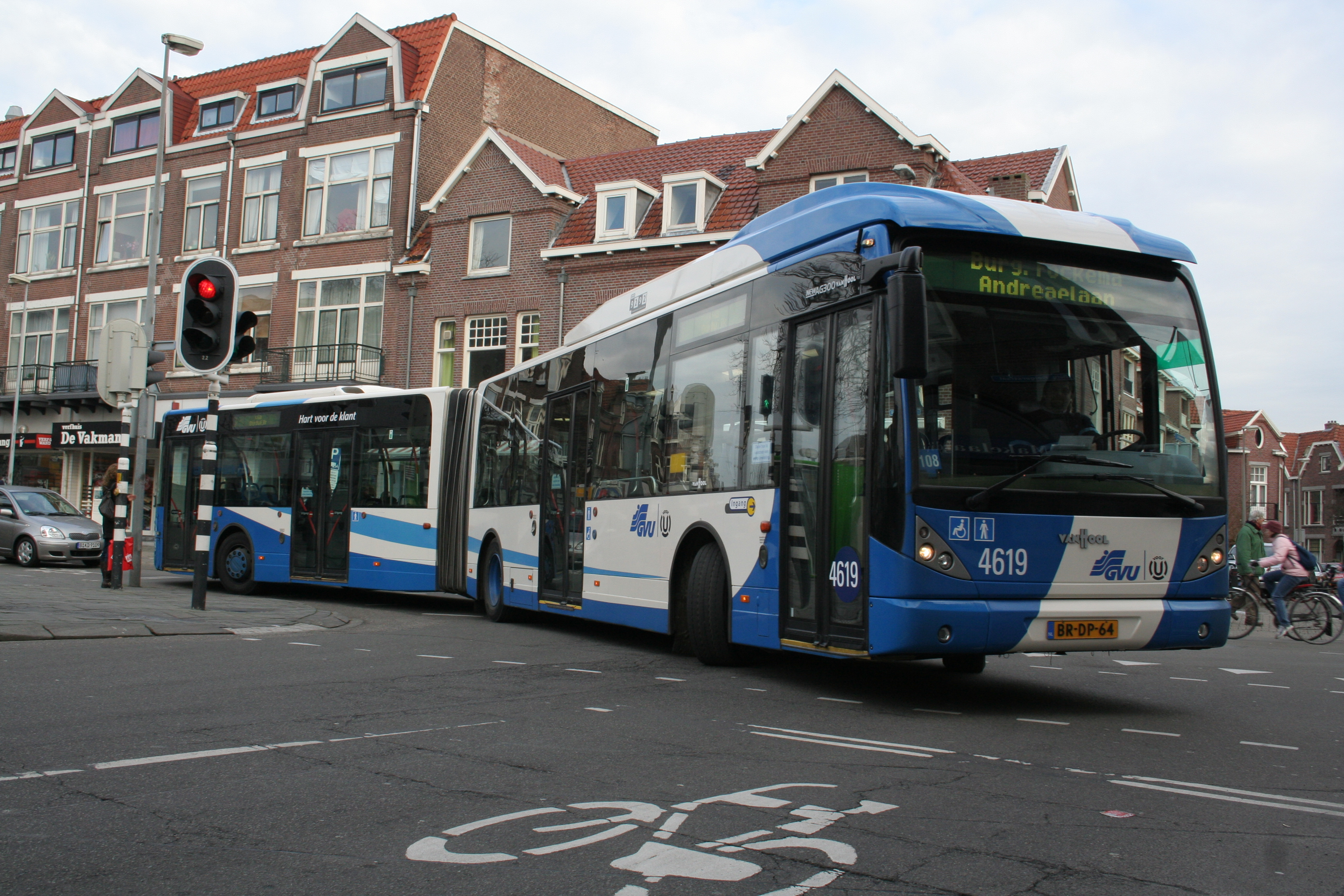
Een gelede GVU-bus.

GVU was tussen 1977 en 2013 de afkorting van Gemeentelijk Vervoerbedrijf Utrecht. Sinds 2007 was GVU een dochtermaatschappij van Connexxion. Sinds 8 december 2013 verdween de bedrijfsnaam GVU en wordt het bus- en tramvervoer in Utrecht gereden door merknaam U-OV.

## Geschiedenis

### Gemeentelijk trambedrijf
In 1879 begon de exploitatie van paardentrams in Utrecht. Op 27 oktober 1904 werd de Gemeentetram Utrecht (GTU) opgericht. Dit werd tevens de grootste klant van de nieuwe elektriciteitscentrale. Op 20 juni 1906 gingen de eerste elektrische trams rijden over een ringlijn over de buitensingels. De UTM, de paardentrammaatschappij in Utrecht, werd uitgekocht en de GTU nam een gedeelte van hun normaalsporige net over. In 1922 reden er 5 lijnen, die reikten tot Zuilen, Rivierenwijk en het Wilhelminapark.

### Stadsbus
In 1925 ging als proef een eerste stadsbuslijn in Utrecht rijden. Een jaar later werd er een definitieve lijn ingevoerd naar het toen nieuwe Tuindorp.
De toenmalige directie was een voorstander van de bus en mede vanwege bezuinigingen in de jaren dertig werden tussen 1936 en 1938 alle vijf tramlijnen vervangen door bussen. Op 30 september 1938 werd de laatste reguliere tramdiensten gestaakt. Op 15 januari 1939 reden voor het laatst trams naar het voetbalstadion. De trams werden gesloopt, behalve 12 motorwagens uit 1927, die naar de Amsterdamse tram zijn gegaan en daar tot 1961 hebben gereden. Er werd ook werkmaterieel aan de NBM in Zeist verkocht. Een van de Utrechtse wagens die naar Amsterdam ging is bewaard gebleven en opgenomen in de collectie van de Tramweg-Stichting. Deze verblijft bij de Electrische Museumtramlijn Amsterdam.
Gelijk na het verdwijnen van de tram werd de naam gewijzigd, een aantal diensten werd in 1939 samengevoegd in het Gemeentelijk Gas-, Electriciteit-, Bus- en Radiobedrijf Utrecht (GEBRU), in 1954 werd dit Gemeentelijk Energie- en Vervoerbedrijf Utrecht (GEVU). Deze naam bleef tot de splitsing van energie en vervoer in 1977.
Het lijnennet werd in de jaren 50 en 60 gestaag uitgebreid naar gereed gekomen nieuwbouwwijken zoals Kanaleneiland en Overvecht. Ook bestonden er sinds 1954 een viertal speciale lijnen die met een letter werden aangeduid:
- Lijn A naar Rhijnauwen bestond al voor de Tweede Wereldoorlog maar werd pas in 1954 herindienst gesteld. De seizoenslijn bestond tot 1989. Indien de lijn in exploiatie was werd in alle GVU bussen het speciale bord met de tekst Heden rijdt lijn A naar Rhijnauwen omgeklapt.
- Lijn B naar de renbaan Mereveld bestond tot de sluiting daarvan in 1971
- Lijn C naar Elinkwijk werd binnen een jaar opgeheven wegens onvoldoende belangstelling.
- Een nieuwe lijn C werd ingesteld naar de door Utrecht geannexeerde Lage Weide. In 1964 werd de lijn vernummerd in lijn 14 en maakt tegenwoordig deel uit van lijn 38 en 73.
- Lijn D naar het slot Zuylen werd in 1967 opgeheven door teruglopende bezoekersaantallen.

Voor een enorme uitbreiding in het reizigersvervoer zorgde Universiteitscentrum De Uithof, dat vanaf de jaren zestig gebouwd werd, en sinds 1969 van een eigen busdienst met regelmatig vervoer werd voorzien. Deze lijn 12 (en 12s) groeide samen met de later naar de Uithof verlengde lijn 11 uit tot de drukste lijnen van het GVU. Na de komst van het UMC in de Uithof werden de lijnen nog drukker en doordeweeks de drukste buslijnen van het GVU. Daarom verschenen vanaf 1989 gelede bussen en vanaf 2002 zelfs dubbelgelede bussen.
Belangrijk was de komst van de ringlijn 10/20 in 1971. Deze lijnen reden elk in één richting een grote lus door alle buitenwijken waarbij het centrum niet werd aangedaan. Deze ringlijn had in de jaren 60 al een voorganger met een ringlijn zuid (lijn 4) en een nooit geheel gerealiseerde ringlijn noord (lijn 9).
Diverse malen werd het lijnennet nog aangepast en kregen nieuwe wijken een verbinding. De meest ingrijpende wijziging was in 1989 waarbij vrijwel het gehele net op de schop ging en de ringlijn verdween. Dit was echter geen succes en in 1992 werd het oude net grotendeels hersteld waarbij ook de ringlijn, zij het met een beperkte dienst, terugkeerde.

### Jaarcijfers
|                     | 1959 | 1960 | 1962 | 1963 | 1988 | 1989 | 1990 | 1991 | 1992 | 1995 | 1996 | 1998 | 2000 | 2004 |
| ------------------- | ---- | ---- | ---- | ---- | ---- | ---- | ---- | ---- | ---- | ---- | ---- | ---- | ---- | ---- |
| Passagiers          | 24,2 | 24,3 | 23,8 | 25,7 | 30,7 | 30,6 | 30,4 | 34,7 | 34,6 | 29,1 | 29,6 | 31,3 | 33,2 | 37,4 |
| Reizigerskilometers |      |      |      |      |      |      |      |      | 106  |      |      |      | 112  |      |
| Voertuigkilometers  | 5,3  | 5,4  |      |      | 9,1  | 9,2  | 8,8  | 8,6  |      |      |      |      |      |      |
| Aantal bussen       | 110  | 97   |      |      | 179  | 184  | 179  | 187  |      |      |      |      |      |      |
| Omzet               | 4,1  | 4,6  |      |      |      |      |      |      | 19,5 | 19,4 |      |      |      |      |
| Personeel           |      |      |      |      | 839  | 842  | 816  | 821  | 721  | 703  | 681  |      |      |      |
| Kostendekkingsgraad |      |      |      |      | 30,1 | 29,3 | 29,4 | 31,1 |      |      |      |      |      |      |

Alle cijfers m.b.t. passagiers en kilometers in miljoenen. Omzet tot 2002 in gulden, vanaf 2002 in euro. 

## Naamgeving, behalve "Personeel" en eigendom
In 1977 werden energie- en vervoerbedrijf gesplitst. De bedrijfsnaam Gemeentelijk Vervoerbedrijf Utrecht (GVU) werd op 5 mei 1976 bij KvK-gegevens geregistreerd en gevestigd te Hilversum.

### Verzelfstandiging en verkoop
In het kader van de Wet personenvervoer 2000 werd de eis gesteld dat gemeenten hun gemeentelijke vervoerbedrijven moesten verkopen. Als dit voor 2007 zou zijn gebeurd, kon de concessie worden verlengd tot 2012, waarna openbare aanbesteding moest volgen.
Per 1 januari 2004 werd de eerste stap gezet en werd het bedrijf verzelfstandigd tot een gemeentelijke naamloze vennootschap. De naam van het bedrijf werd daarmee veranderd in GVU NV, waarbij de letters GVU niet langer verwezen naar het Gemeentelijk Vervoerbedrijf Utrecht.
Op 1 januari 2007 werden, ondanks eerdere protesten, de aandelen van GVU NV verkocht aan Connexxion. De al bestaande samenwerking in het kader van Voor U werd hierdoor versterkt.

### Aantal reizigers
Het GVU vervoerde jaarlijks zo n 38,3 miljoen reizigers die samen 142,1 miljoen kilometer per jaar aflegden. Het bedrijf had daarvoor 194 bussen (situatie 26 januari 2007). Het aantal reizigers dat het GVU per jaar vervoerde bleef groeien: vervoerde het GVU in 2000 nog 31 miljoen reizigers, in 2006 was dit gegroeid tot 39 miljoen. Vooral op de lijnen naar De Uithof en naar Leidsche Rijn nam het gebruik flink toe. Het GVU exploiteerde ook vier assen van het Utrechtse HOV-Netwerk.

## Uitbreiding van het verzorgingsgebied van het GVU

### Maarssen
Vanaf 1980 ging het GVU samen met Centraal Nederland het busvervoer in Maarssen rijden waarbij de lijnen 14, 16 (deels) en 64 opgingen in de lijnen 36 en 37. In 2002 nam het GVU al het busvervoer in Maarssen en Maarssenbroek over (uitgezonderd de streekbussen tussen Utrecht en Breukelen en de spitsbus tussen Maarssen en Nieuwegein, die werden door Connexxion gereden), dit net bestond uit de buslijnen 34, 35, 36, 37, 38, 39 en 126.

### De Uithof

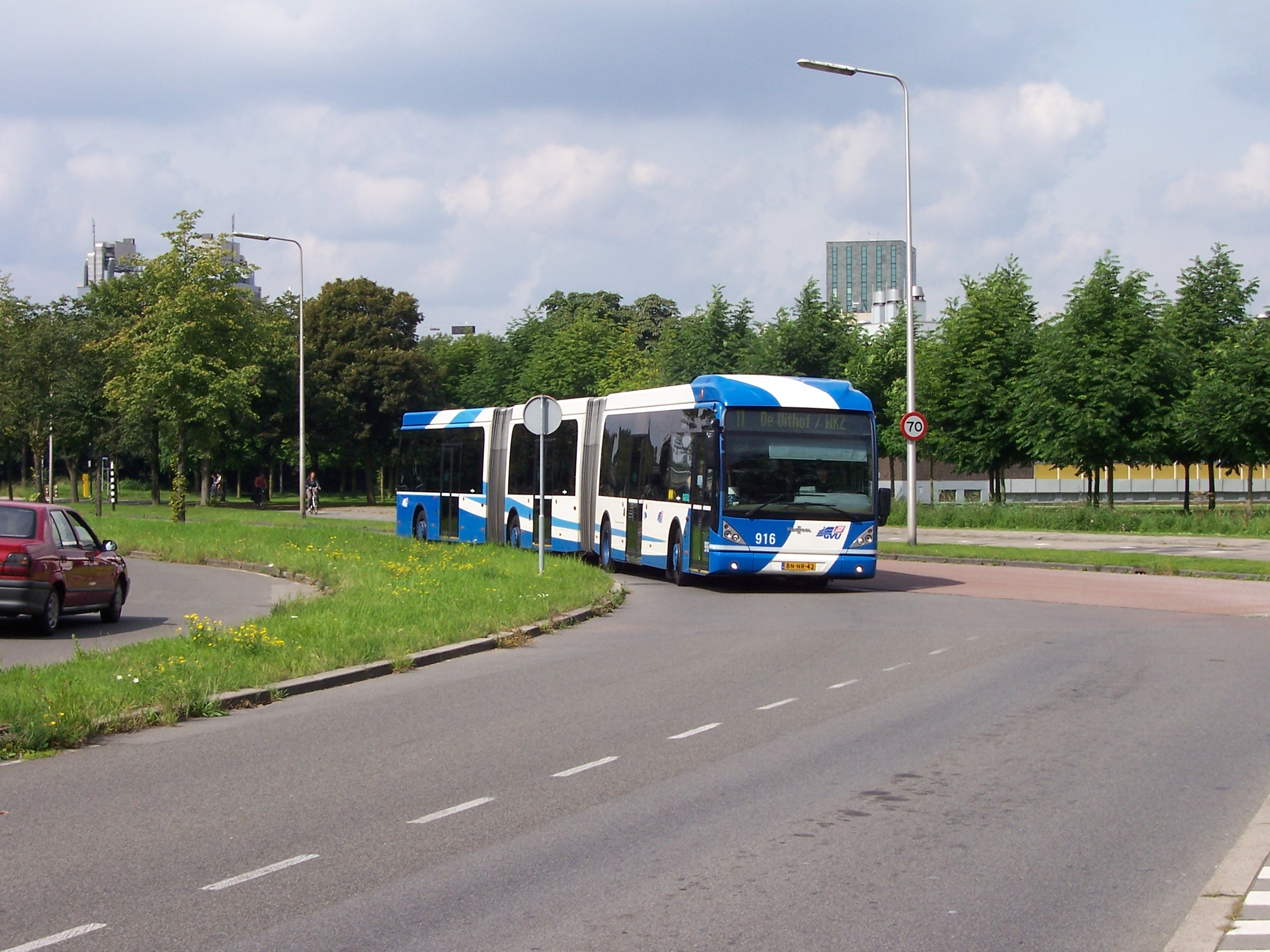
GVU 916 bij de Botanische Tuinen in De Uithof.

Vanaf 1969 verzorgde het GVU het openbaar vervoer tussen Utrecht en het universiteitscentrum De Uithof.
In 1997 werd besloten om een HOV-busbaan aan te leggen tussen het Centraal Station en De Uithof. Deze zou dwars door het centrum lopen. In maart 1998 is de bouw begonnen en in juni 2001 is de busbaan in gebruik genomen. Tegen de bouw was veel weerstand en de ingebruikname van dit miljoenenproject was daarom zonder feestelijkheden. Over deze busbaan reed de HOV-lijn 11. Gewone bussen kunnen ook van de HOV-baan gebruikmaken. De haltes langs de HOV-busbanen hadden een digitaal reisinformatiesysteem dat de eerstvolgende drie bussen aankondigde. Dit systeem is begin 2009 vervangen voor vernieuwde, beter leesbare, schermen die meer bussen kunnen tonen.
Er was ook een tweede, snellere HOV-route (lijn 12 en 12S) gepland naar De Uithof. Deze route is slechts deels voltooid, maar wel geschikt gemaakt voor de 25-meter bussen, die het grootste deel van de lijn tussen het overige verkeer reden.
De geplande maar niet gerealiseerde route liep grotendeels parallel aan de spoorlijn richting Arnhem. Aangezien op een gedeelte van dit traject de huizen al vrij dicht op het spoor staan, en de busbaan daar dus nog tussendoor zou moeten, ontstond er veel protest van bewoners van de Pelikaanstraat tegen de verwachte uitstoot van de uitlaatgassen en geluidsoverlast. Tevens zouden enkele gebouwen gesloopt moeten worden, evenals een gedeelte van een begraafplaats. Hier verscheen echter wel de trambaan.

### Leidsche Rijn

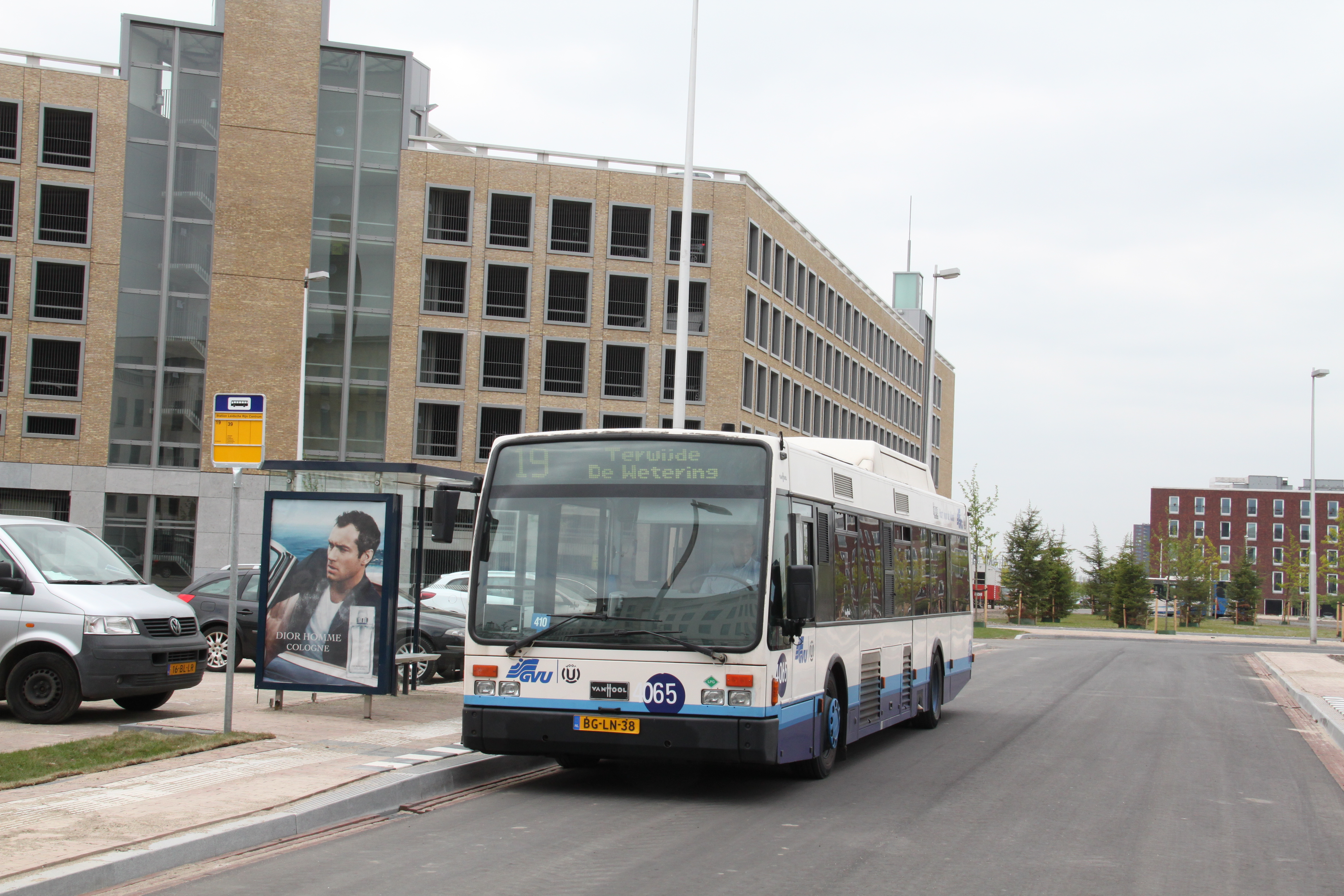
Vanaf de jaren 90 werd het net uitgebreid naar Leidsche Rijn, zoals hier bij station Utrecht Leidsche Rijn.

De Utrechtse Vinex-locatie Leidsche Rijn heeft een uitgebreid HOV-netwerk. Bij De Meern is een nieuw busstation gebouwd, de HOV-bussen stoppen bij de nieuwe Randstadspoorstations. In 2009 was het netwerk voltooid.
De eerste buslijn in Leidsche Rijn begon in 2000 als pendeldienst in aansluiting op lijn 128 van Connexxion tussen het Strijkviertel en de eerste bebouwing in Langerak. Deze lijn groeide uit tot een zelfstandige lijn 27 naar het Centraal Station die echter wegens het ontbreken van een afrit eerst een rondje door het hele Strijkviertel moest maken. Later werd de lijn verlengd naar Zuilen en vernummerd in lijn 26 en doorgetrokken naar Vleuterweide met in de spits versterking van lijn 27.
In aanvulling op BBA lijn 128 verscheen lijn 28 naar Leidsche Rijn en Vleuten en groeide uit tot de huidige drukke lijn. Op 12 september 2005 werd het eerste deel van de HOV-banen in Leidsche Rijn opgeleverd en in de wijken Parkwijk en Veldhuizen werden de eerste busbanen in gebruik genomen. Lijn 28 is over de busbaan in Parkwijk gaan rijden. Deze lijn maakt ook gebruik van de busbaan door Veldhuizen, waar eerst alleen lijn 128 reed. Ook is er een busbaan in Vleuterweide. De busbaan op de Vleutenseweg is al een paar jaar gereed. De lijnen 19, 28 en 39 maken sinds 12 september 2005 ook gebruik van de busbaan op de Vleutenseweg. Lijn 26 (en op een deel van het traject spitslijn 27) rijdt via het 24 Oktoberplein, Langerak, Terwijde Station en de wijk t Zand naar Vleuterweide. Lijn 28 rijdt via Parkwijk, De Meern, De Balije, Veldhuizen en Vleuterweide naar Station Vleuten.
In de eerste helft van 2008 is de oude Vleutensebrug over het Amsterdam-Rijnkanaal vervangen door de bredere Hogeweidebrug. Deze brug ligt op de route van de buslijnen van het Centraal Station naar Maarssen, Terwijde en Vleuterweide (lijnen 19, 28, 37, 38 en 39) en was een van de knelpunten op deze lijnen, omdat er geen ruimte was voor aparte busbanen. De brug heeft nu twee vrije busbanen.
De tweede HOV-route naar Leidsche Rijn loopt via Kanaleneiland en Papendorp naar bedrijventerrein Strijkviertel en De Meern. Lijn 29 rijdt het gedeelte tussen het Centraal Station en Papendorp over de vrije busbaan tussen het 5 Meiplein en de Prins Clausbrug. Na het na het gereedkomen van een nieuw viaduct over de A2 werd lijn 24 ingesteld die tot Papendorp dezelfde route rijdt als lijn 29 en dan verder rijdt naar het Busstation de Meern Oost.
Lijn 39 was ingesteld tussen Maarssen, Leidsche Rijn en het Centraal Station met op het drukste traject later versterking van lijn 19. Het was de bedoeling dat lijn 39 niet meer zou rijden tussen Leidsche Rijn en het Centraal Station. Dit omdat er vanaf december 2008 meer treinen gingen rijden op de route Breukelen – Maarssen – Utrecht. Opdat er meer mensen de trein zouden nemen was het de bedoeling dat een aantal parallel lopende buslijnen zou worden gewijzigd. Na protesten van de reizigers ging dit plan echter niet door. De lijnen 126 en 127 werden ingekort tot het Busstation de Meern Oost. In september 2013 werd lijn 30 vanuit Overvecht verlengd naar het Ziekenhuis Leidsche Rijn.

#### Nachtbus
Het GVU kende een zeer beperkt aantal nachtbussen. In de jaren negentig bestonden kortstondig een aantal "treinbussen", aangeduid met lijnletters, die in aansluiting op de laatste treinen langs een speciaal aangepaste route een extra late rit maakte.
Rond 2002 werd in samenwerking met de gemeente Utrecht een experiment gestart met de NightExpress. Uitgevoerd door dochteronderneming Mobinet, reed het met GVU-achtpersoonsvoertuigen een aantal routes in de zaterdagnacht vanaf Muziekcentrum Vredenburg. Na protesten van taxichauffeurs en een lage kostendekking werd het systeem gestopt.

## Lijnennet
Het GVU reed in 2002 in Utrecht, Maarssen, Vleuten, Leidsche Rijn, Kockengen, Westbroek, Oud-Maarsseveen, Tienhoven, Breukeleveen en Nieuw-Loosdrecht. Het GVU reed wijk-centrum-wijkverbindingen (lijnen 1, 3, 5, 9, 26), centrum-wijkverbindingen (lijnen 4, 6, 7, 8, 11, 12, 12s, 13, 14, 19, 24, 27, 28, 29, 34, 36, 37, 38, 39, 206, 211 en 213, waarvan lijn 12 niet in de spits reed (dan reden lijn 12s en 213) behalve tijdens de schoolvakanties wanneer lijn 12s en 213 niet reden). Voorts waren er enkele lijnen die het centrum niet aandeden (lijnen 10, 14, 15, 16, 17, 20, 30, 31, 32, 35, 122, 125, 126 en 127); deze lijnen reden alleen doordeweeks (behalve lijn 14, 15, 16, 17, 35, 122 en 127 en lijn 12s, 18, 27, 30, 31, 32, 206, 211 en 213: reden alleen tijdens de spits).
Lijn 2 was een ringlijn door de binnenstad en lijn 18 een spitslijn van het busstation oost naar het busstation west.
De lijnen 122, 125 en 127 waren (gedeeltelijk) uitbesteed aan een taxibedrijf dat met kleine taxibusjes reed.
Hieronder het lijnennet vermeld zoals het tot en met 7 december 2013 werd gereden:
| Lijn | Route | Bijzonderheden                                                                                             |
| ---- | --- | --- |
| 1    | Overvecht Kaap Hoorndreef – Station Overvecht – Utrecht Centraal Busstation Oost (vroeger streekbusstation) – Jaarbeursplein – Dichterswijk – Rivierenwijk – t Goylaan – Hoograven | |
| 2    | Utrecht Centraal Busstation Oost – Domplein – Centraal Museum – Utrecht Centraal Busstation Oost                                                                                   | Ringlijn in één richting.                                                                                  |
| 3    | Burg. F. Andreaelaan – Homeruslaan – Oudwijk – Utrecht Centraal Busstation Oost – Amsterdamsestraatweg – Zuilen – Zuilen Noord                                                     | |
| 4    | Burg. F. Andreaelaan – Schildersbuurt – Biltstraat – Utrecht Centraal Busstation Oost                                                                                              | |
| 5    | Voordorp – Tuindorp – Tuinwijk – Vogelenbuurt – Utrecht Centraal Busstation Oost – Weg der Verenigde Naties – Oog in Al                                                            | |
| 6    | Overvecht-Noord – Ziekenhuis Overvecht – Utrecht Centraal Busstation Oost | |
| 7    | Utrecht Centraal Busstation Oost – Ziekenhuis Oudenrijn – Winkelcentrum Kanaleneiland – Kanaleneiland-Zuid                                                                         | |
| 8    | Station Overvecht – Tuindorp Oost – Wittevrouwen – Utrecht Centraal Busstation Oost                                                                                                | |
| 9    | Overvecht-Noord – Utrecht Centraal Busstation Oost – Tolsteeg – Lunetten-Zuid – Station Lunetten                                                                                   | |
| 10   | WKZ – AZU – De Uithof – Rijnsweerd-Noord – Biltstraat – Buiten-Wittevrouwen – Station Overvecht – Ziekenhuis Overvecht – Station Zuilen – Oog in Al                                | Reed van maandag t/m vrijdag tussen 7:00 uur en 19:00 uur.                                                 |
| 11   | Utrecht Centraal Busstation Oost – Biltstraat – Rijnsweerd-Noord – De Uithof – AZU – WKZ                                                                                           | |
| 12   | Utrecht Centraal Busstation Oost – Sterrenwijk – Rubenslaan – Stadion Galgenwaard – Rijnsweerd-Zuid – De Uithof – AZU                                                              | Reed niet tijdens de spits, uitgezonderd in de vakantieperiode                                             |
| 12s  | Utrecht Centraal Busstation Oost – Stadion Galgenwaard – Rijnsweerd-Zuid – De Uithof – AZU                                                                                         | Reed alleen van maandag t/m vrijdag en alleen tijdens de spits. Niet in de vakantieperiode                 |
| 13   | Utrecht Centraal Busstation Oost – Sterrenwijk – Rubenslaan – Stadion Galgenwaard                                                                                                  | Maandag t/m vrijdag vanaf 21:00 uur, in het weekend de hele dag.                                           |
| 14   | Ringlijn Lombok – Oog in Al – Kanaleneiland – Transwijk Noord | Servicenetlijn. Reed niet op zondag. Werd gereden met 8-persoonsbusjes                                     |
| 15   | Station Lunetten – Hoograven | Servicenetlijn. Werd gereden met 8-persoonsbusjes                                                          |
| 16   | Station Maarssen – Maarssen (Dorp) – Zandweg-Oostwaard | Alle dagen. Reed alleen in de middag, avond en laatste rit(ten) van de dag. Route lijn 36 in één richting. |
| 17   | Station Maarssen – Maarssenbroek | Alle dagen. Reed alleen in de middag, avond en laatste rit(ten) van de dag. Route lijn 37 in één richting. |
| 18   | Utrecht Centraal Busstation Oost – Utrecht Centraal Busstation West (vroeger Jaarbeursplein)                                                                                       | Spitsbus                                                                                                   |
| 19   | Utrecht Centraal Busstation Oost – Vleutenseweg – Vredenburg Leidsche Rijn – Station Leidsche Rijn                                                                                 | |
| 24   | Utrecht Centraal Busstation Oost – Balijelaan – Transwijk – Winkelcentrum Kanaleneiland – Bedrijventerrein Papendorp Noord – Bedrijventerrein Ouderijn – Busstation De Meern-Oost  | |
| 26   | Vleuterweide – Station Terwijde – Het Zand – Langerak – Utrecht Centraal Busstation Oost – Pijlsweerd – Ondiep – Zuilen – Overvecht-Noord                                          | |
| 27   | Utrecht Centraal Busstation Oost – Langerak – Busstation De Meern-Oost | Van maandag t/m vrijdag spitslijn ter ondersteuning van lijn 26.                                           |
| 28   | Utrecht Centraal Busstation Oost – Vleutenseweg – Vredenburg Leidche Rijn – Parkwijk – De Meern – Veldhuizen – Vleuterweide – Station Vleuten                                      | |
| 29   | Utrecht Centraal Busstation West – Overste den Oudenlaan – Transwijk – Winkelcentrum Kanaleneiland – P+R Papendorp – Papendorp-Zuid                                                | Reed van maandag t/m vrijdag tot 18:00                                                                     |
| 30   | WKZ – AZU – De Uithof – Rijnsweerd-Noord – Biltstraat – Buiten-Wittevrouwen – Station Overvecht – Station Zuilen – Station Leidsche Rijn – Ziekenhuis Leidsche Rijn                | Reed van maandag t/m vrijdag tussen 7:00 uur en 19:00 uur.                                                 |
| 31   | Station Lunetten – Rijnsweerd-Noord – De Uithof – AZU | Reed van maandag t/m vrijdag. Spitslijn                                                                    |
| 32   | Station Maarssen – Maarssen (Dorp) – Oud-Zuilen – Zuilen – Kardinaal de Jongweg – P+R Veemarkt – Rijnsweerd-Noord – De Uithof – AZU – WKZ                                          | Reed van maandag t/m vrijdag. Spitslijn                                                                    |
| 34   | Utrecht Centraal Busstation Oost – Pijlsweerd – Ondiep – Zuilen – Oud-Zuilen – Zandweg-Oostwaard – Maarssen (Dorp) – Station Maarssen                                              | Maandag t/m zaterdag vanaf 18:00 uur en s zondags                                                          |
| 35   | Maarssen Dorp – Maarssen Winkelcentrum – De Wilgenplas – Maarsseveense Plassen – Gageldijk – Overvecht-Noord – De Kwakel                                                           | Reed niet op zondag. Werd gereden met 8-persoonsbusjes                                                     |
| 36   | Utrecht Centraal Busstation Oost – Pijlsweerd – Ondiep – Zuilen – Oud-Zuilen – Zandweg-Oostwaard – Maarssen (Dorp) – Station Maarssen                                              | Reed tot 18:00 uur. Reed niet op zondag                                                                    |
| 37   | Utrecht Centraal Busstation West – Vleutenseweg – Bedrijventerrein Lage Weide – Maarssenbroek – Station Maarssen                                                                   | |
| 38   | Utrecht Centraal Busstation West – Vleutenseweg – Bedrijventerrein Lage Weide – Maarssen Station                                                                                   | Reed niet in het weekend.                                                                                  |
| 39   | Utrecht Centraal Busstation Oost – Vleutenseweg – Vredenburg Leidsche Rijn – Terwijde – Station Leidsche Rijn – Haarrijn – Station Maarssen                                        | |
| 122  | Station Overvecht – Winkelcentrum Overvecht – Overvecht-Noord – Westbroek – Tienhoven – Nieuw-Loosdrecht                                                                           | Werd gereden met een taxibusje.                                                                            |
| 125  | Busstation De Meern-Oost – De Meern-Noord – Vleuterweide-Oost – Vleuten – Station Vleuten                                                                                          | Reed alleen ´s avonds in het weekend, ter vervanging van lijn 126 en 127 op dit traject.                   |
| 126  | Busstation De Meern-Oost – De Meern-Noord – Vleuterweide-Oost – Vleuten – Station Maarssen                                                                                         | |
| 127  | Busstation De Meern-Oost – De Meern-Noord – Vleuterweide-Oost – Vleuten – Haarzuilens – Kockengen                                                                                  | |
| 206  | Utrecht Centraal Busstation Oost – Nijenoord | Spitslijn. Reed niet in het weekend en tijdens de vakantieperiode.                                         |
| 211  | Utrecht Centraal Busstation Oost – Biltstraat – Rijnsweerd-Noord | Ochtendspitslijn. Reed niet in het weekend en tijdens de vakantieperiode.                                  |
| 213  | Utrecht Centraal Busstation Oost – Sterrenwijk – Rubenslaan – Stadion Galgenwaard                                                                                                  | Reed alleen tijdens de spits. Reed niet in het weekend en tijdens de vakantieperiode.                      |

## Materieel

### Jaren twintig tot vijftig

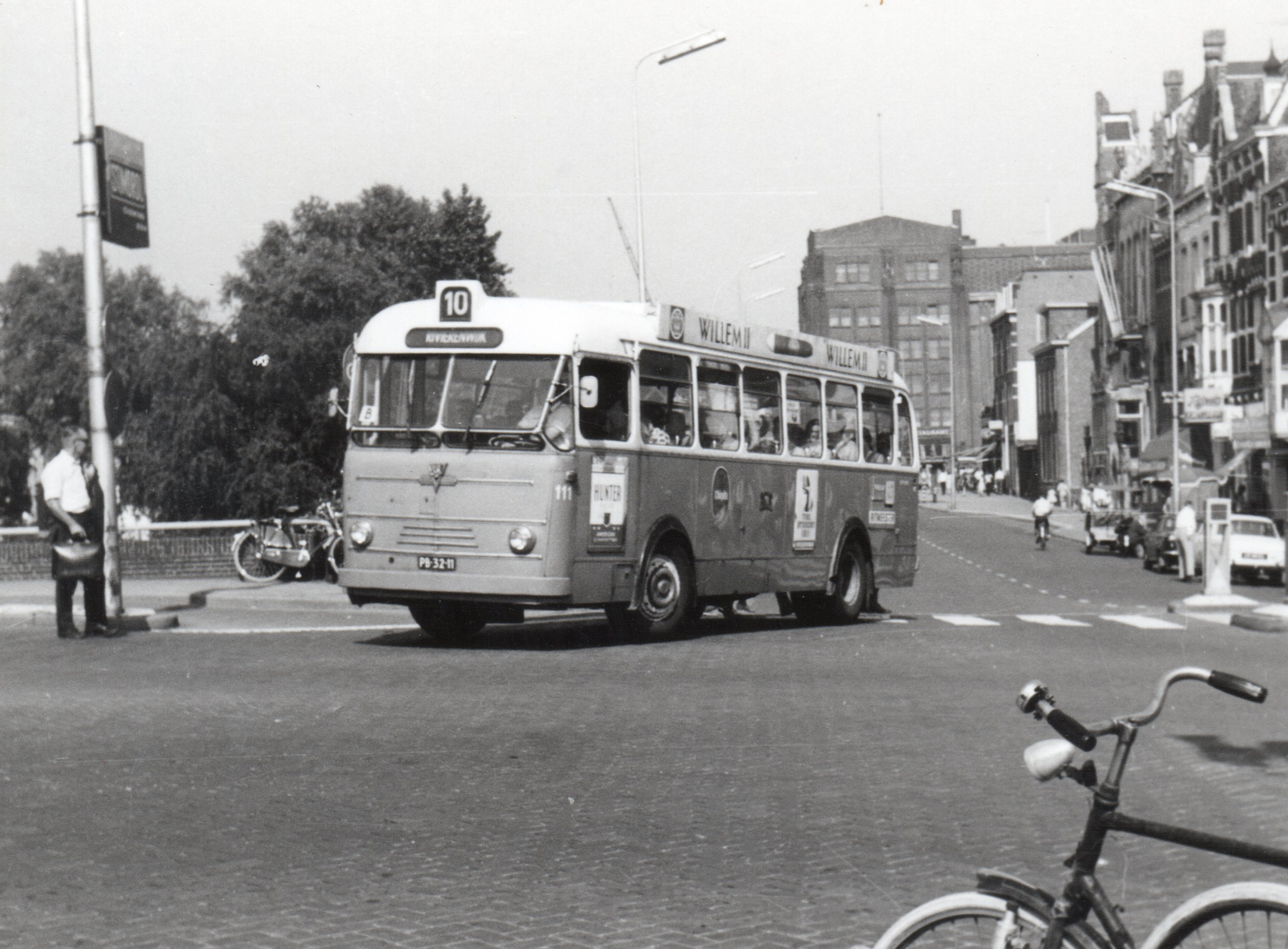
Bus 111 (serie 101-150 uit 1954) op lijn 10 in 1969.

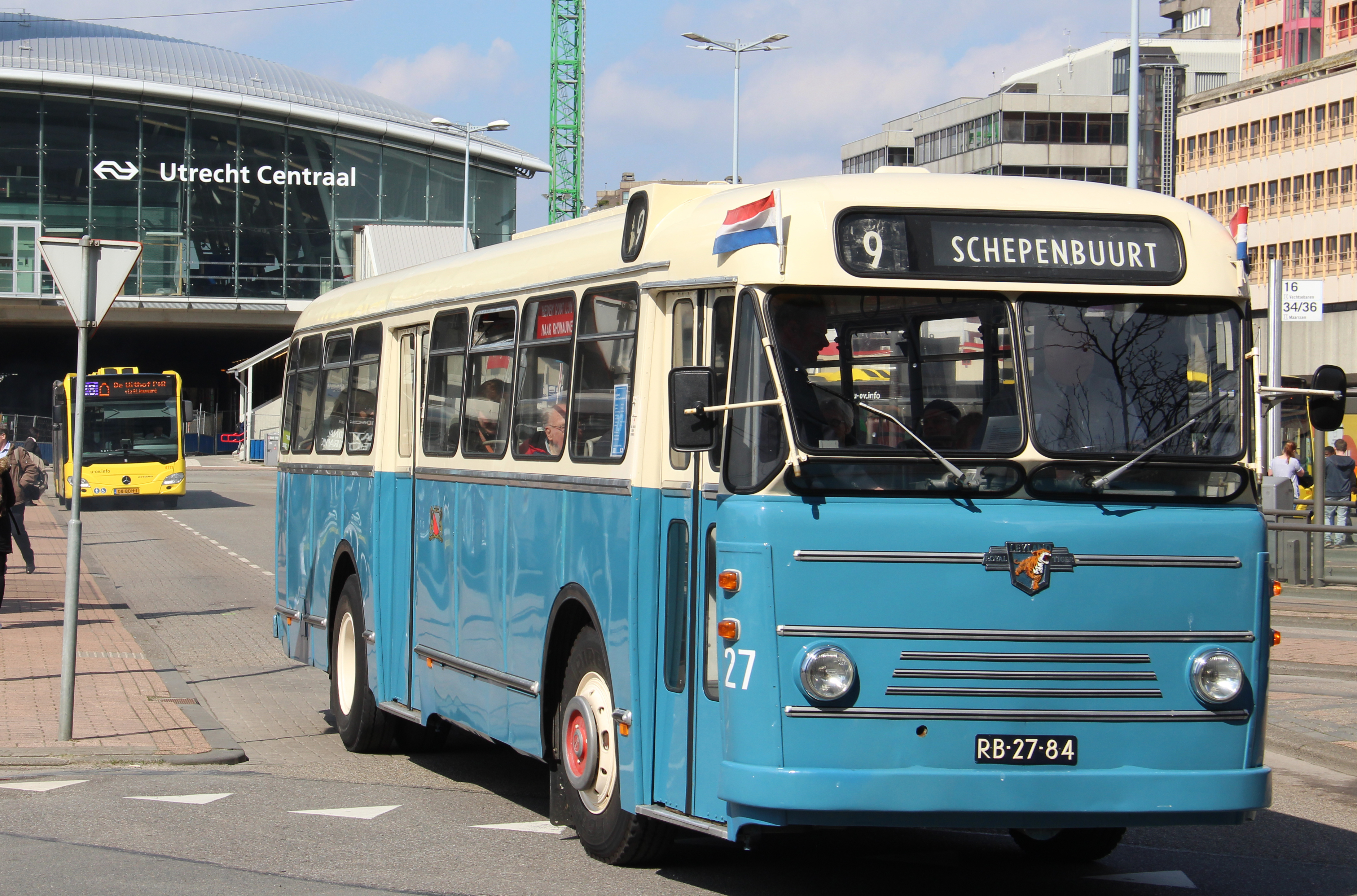
Bus 27 (serie 26-50 uit 1956) is bewaard als museumbus.

De eerste bussen die in Utrecht werden aangeschaft waren net als het materieel van de Gemeentetram Utrecht in crème kleur geschilderd. De 87 tussen 1935 en 1938 aangeschafte bussen van Bedford / Opel-Den Oudsten / Domburg (nummers 1-87) waren bedoeld als vervanging voor de elektrische trams. In de jaren 1945- 46 kwamen diverse bussen uit Engeland (Bedford) en Frankrijk (Chausson) om de schaarste aan busmaterieel te lenigen. Vanaf 1947 kwamen er weer bussen van Nederlands fabricaat.

### Jaren vijftig tot zestig
De bussen die in de jaren vijftig en zestig werden afgeleverd waren lichtblauw met crème geschilderd. Uit deze periode dateren de vijftig bussen van het type Holland Coach (serie 101-150 uit 1954- 55) en de 25 twintig bussen van het type Worldmaster (serie 26-60 uit 1956- 57) en de acht bussen met de bijnaam Duikboot (serie 61-68 uit 1964).

### Standaardbussen

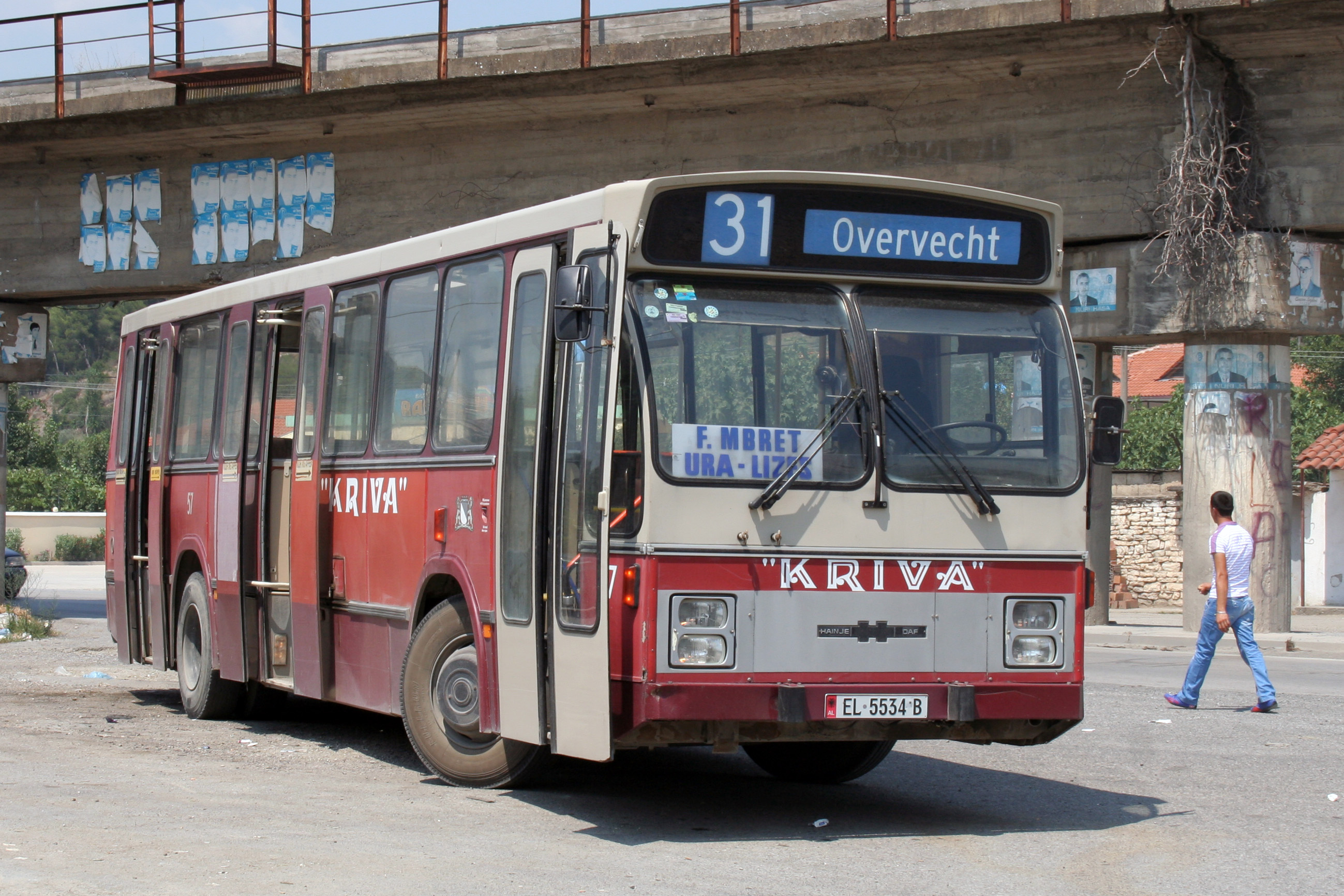
Een van de Utrechtse CSA-II-bussen in een tweede leven in Elbasan (Albanië).

Het wagenpark van het GVU bestond in de jaren zeventig en tachtig voornamelijk uit wijnrode later ook lichtrode CSA-bussen, die ook in vele andere Nederlandse steden voorkwamen. Door samen te werken bij aanschaf en onderhoud konden kosten worden bespaard.
Tussen 1966 en 1983 werden er 241 wijnrode CSA-I-bussen afgeleverd (wagennummers 71-95 en 151-391).
Tussen 1984 en 1988 werden er 59 lichtrode CSA-II-bussen afgeleverd (wagennummers 1-59).

### Gelede bussen

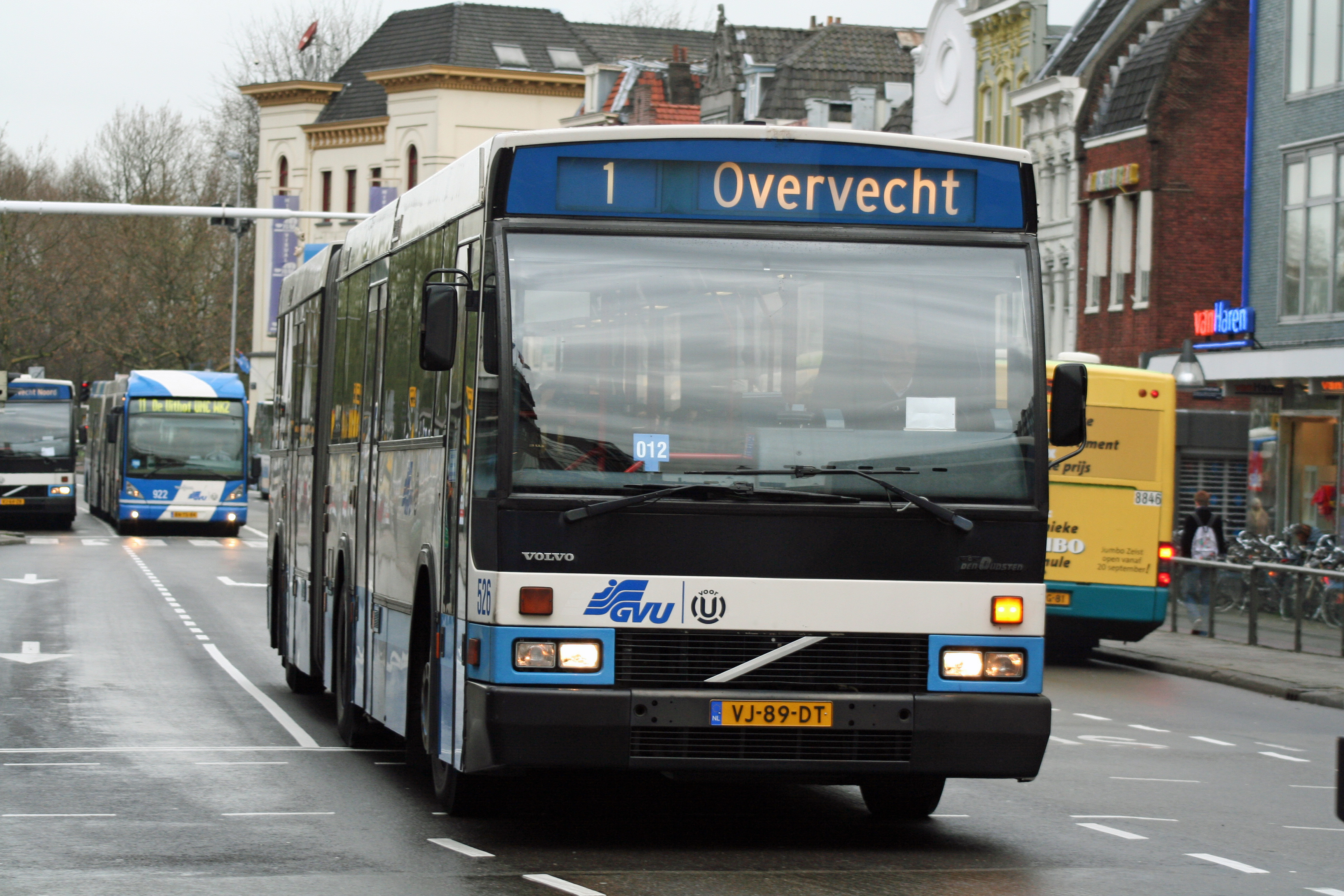
Een gelede Volvo Den Oudsten B88-bus van het GVU.

Eind jaren tachtig bestond er een groeiende behoefte aan voertuigen met een grotere capaciteit. Hiermee kon beter aan de stijgende vraag naar busvervoer richting De Uithof worden voldaan. Op andere lijnen kon de frequentie omlaag worden gebracht, wat personeelskosten bespaarde. Hiervoor werden 18 gelede bussen besteld van het type Den Oudsten B88. Deze serie gelede bussen werd tot 1993 uitgebreid tot 75 stuks, waarbij oudere bussen werden vervangen. Nog elf bestelde exemplaren (576-586) moesten ivm. de bezuinigingen echter worden afbesteld en werden door Den Oudsten uiteindelijk verkocht aan het GVB Amsterdam (545-555). Voor buslijn 2 door het Museumkwartier werden tegelijkertijd juist kleinere, midi-bussen, besteld. In 1997 zouden er alsnog nieuwe gelede bussen worden besteld.

### Lagevloerbussen

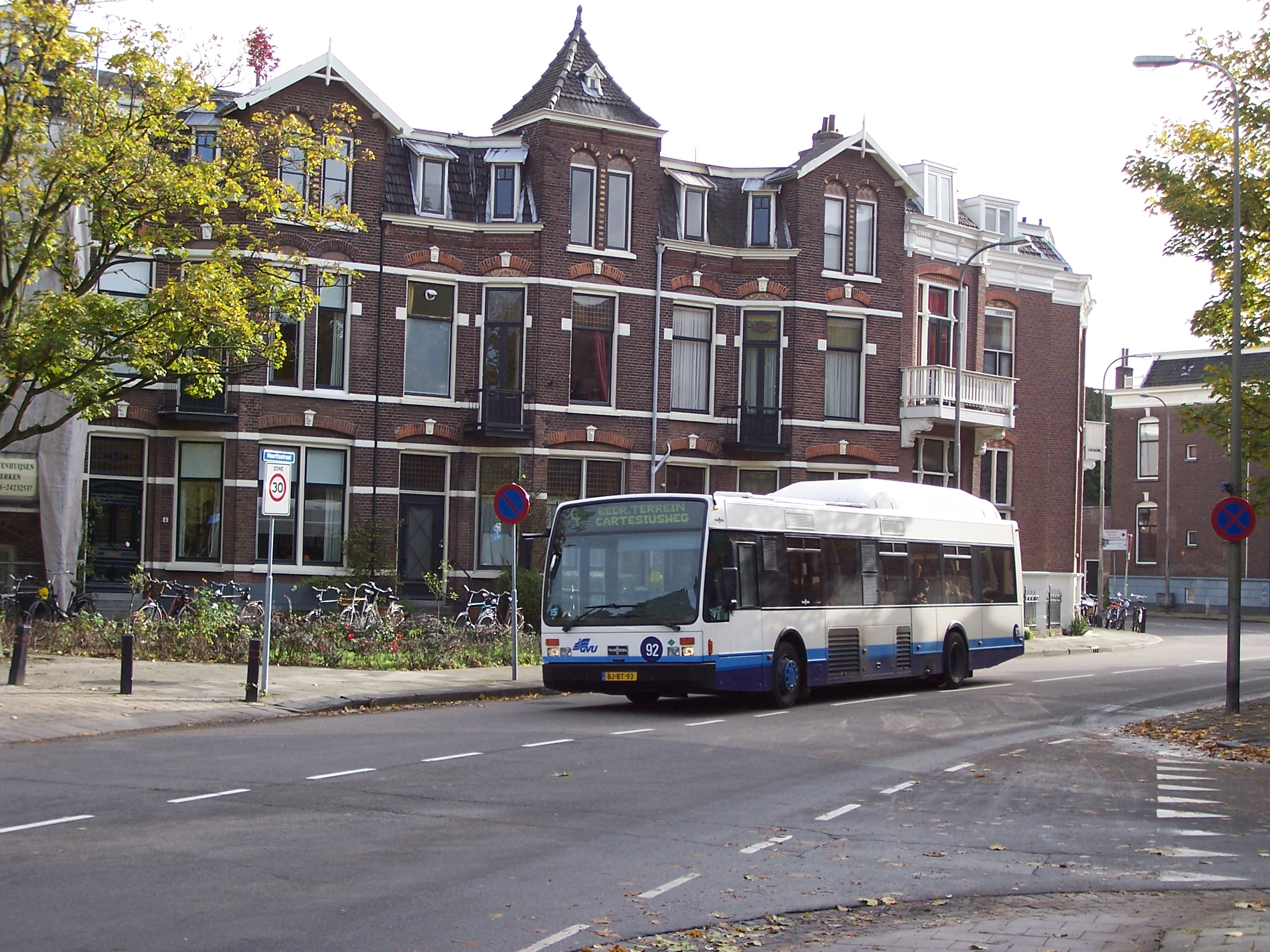
De LPG-bussen van het type A300 en AG300 waren de eerste lagevloerbussen nieuw besteld door het GVU.

In 1997 werden de eerste nieuwe lagevloerbussen afgeleverd, waarbij de laatste wijnrode CSA-I-bussenafgevoerd konden worden. Bij het Belgische Van Hool waren 15 gelede bussen van het type AG300 besteld, samen met 25 reguliere twaalfmeterbussen van het type A300. Deze bussen vielen op door hun LPG-gastanks op het dak. De gelede bussen werden in eerste instantie als paradepaardjes veel ingezet op de drukke buslijnen 11 en 12 richting De Uithof. In 2000 werden nogmaals een aantal twaalfmeterbussen van dit type besteld. Tot aan het einde van het GVU in december 2013 hebben de meeste bussen van deze series diensten gereden.

### Dubbelgelede bussen
In de periode tot 2002 nam het aantal reizigers op de buslijn 11 en 12 richting De Uithof nog steeds sterk toe, naarmate het aantal studenten groeide en de voorzieningen groter werden. De gelede bussen op de lijnen 11 en 12 reden inmiddels meer dan 30 keer per uur tijdens de spits. Desondanks was er regelmatig sprake van een capaciteitstekort, waarbij reizigers bij de haltes moesten achterblijven of te maken kregen met overvolle bussen. Om die reden werden bij busbouwer Van Hool in eerste instantie 15, later 27, dubbelgelede lagevloerbussen besteld van het type newAGG300. Met deze bussen met een lengte van 25 meter werd het mogelijk om rond de 150 personen te vervoeren door slechts 1 bestuurder. Op de ritten gereden met deze bussen gold een open-instapregime, waarbij iedereen bij elke deur kon in- en uitstappen. Controles werden hierbij uitgevoerd door kaartcontroleurs.

### 2004 tot 2013
Tussen april en september 2005 zijn er door Van Hool 29 nieuwe bussen gebouwd, ter vervanging van 21 Volvo s uit eind jaren tachtig. De nieuwe bussen zijn van het type AG300, hetzelfde als de dubbelgelede bus, maar dan in een enkelgelede uitvoering.
Het GVU tekende op 23 januari 2006 een contract voor de levering van 17 nieuwe gelede bussen door Van Hool, van hetzelfde type AG300 als de gelede bussen die in 2005 geleverd zijn, echter nu voorzien van de milieuvriendelijkere Euro V-motoren welke vanaf 2009 verplicht worden gesteld. In december 2006 werd de eerste wagen geleverd. De overige wagens werden tot februari 2007 afgeleverd. Dit waren de laatste nieuwe bussen die bij het GVU in dienst kwamen. Na de inlijving bij Connexxion werden verschillende bussen doorgeschoven van en naar het GVU. Zo werden enkele standaardbussen van het type newA330 verplaatst naar Nijmegen. Tegelijkertijd kwamen in Utrecht 32 bussen van de Zuidtangent beschikbaar. Ook een drietal gelede Citaro-bussen, naast enkele losse wagens, kwamen naar Utrecht. Hierdoor konden de laatste hogevloerbussen van het type Den Oudsten B88 in mei 2008 buiten dienst. Aangezien er vanaf dat jaar vrijwel geen materieelwijzigingen meer plaatsvonden, steeg de gemiddelde leeftijd van het materieel sterk. Bij het einde van het GVU in 2013 reden bij het bedrijf daarom nog bussen uit 1997, wat voor Nederlandse begrippen oud was.

### Na 2013
Op 8 december 2013 ging het hele GVU-wagenpark buiten dienst, met uitzondering van vier series bussen. De Euro 5 wagens uit de serie 4630-4646 uit 2007 werden ondergebracht bij Maxx Almere (4637-4646, overgespoten in XX kleuren) en tijdelijk bij OV Regio IJsselmond (4630-4636 in GVU-kleuren, met nieuwe stijl XX logo s), later waarschijnlijk ook Maxx Almere (overgespoten in XX kleuren). De dubbelgelede bussen 4908-4927 werden tijdelijk verhuurd aan Qbuzz (4251-4270) tot de nieuw bestelde Qbuzz Van Hool NewAGG300 dubbelgelede bussen medio 2014 waren afgeleverd. Een aantal wagens uit de serie 4601-4629 wordt daarna gebruikt voor pendelvervoer voor derden. De bussen uit de serie 9148-9150, 9152 reden tot en met mei 2014 tijdelijk bij OV Regio IJsselmond.
Het materieel staat hieronder op volgorde van aflevering:
| Serie                               | Jaar      | Fabrikant                       | Type           | Opmerking | Afbeelding |
| ----------------------------------- | --------- | ------------------------------- | -------------- | --- | ---------- |
| 1-5                                 | 1925      | De Dion-Bouton / Werkspoor      |                | |            |
| 6                                   | 1926      | Studebaker                      |                | |            |
| 7                                   | 1926      | Studebaker-Pennock              |                | |            |
| 8-14                                | 1931      | Saurer-Verheul                  |                | |            |
| 15-19                               | 1935      | Bedford-Werkspoor               |                | |            |
| 6, 7, 20-29                         | 1937      | Bedford-Den Oudsten / Domburg   |                | |            |
| 30-46, 1-5, 8-14                    | 1937      | Bedford-Den Oudsten / Domburg   |                | |            |
| 47-87                               | 1938      | Opel-Den Oudsten / Domburg      |                | |            |
| 89                                  | 1939      | Chevrolet-Den Oudsten / Domburg |                | |            |
| 16-21                               | 1945      | Austin                          |                | Bellewagens |            |
| 22-26                               | 1946      | Chausson                        |                | Zelfdragende carrosserie |            |
| 4-11                                | 1946      | Bedford                         |                | Sloopcarrosserieën van vrachtwagens |            |
| 12-14                               | 1946      | Bedford-Hoogeveen               |                | Vrachtautochassis |            |
| 36                                  | 1946      | Bedford                         |                | Sloopcarrosserie, later vernummerd in 20 |            |
| 27-31                               | 1946      | Bedford-Jongerius               |                | Vrachtautochassis |            |
| 32-41                               | 1946      | Ford-Wayne                      |                | Schoolbussen |            |
| 15-19                               | 1946      | Bedford-Hoogeveen               |                | Vrachtautochassis |            |
| 21                                  | 1947      | Bedford-Hoogeveen               |                | Met in en uitstapdeur |            |
| 46-55                               | 1947      | Ford-Hoogeveen                  |                | Trambus |            |
| 56-65                               | 1947      | Ford-Verheul                    |                | Trambus. 58 later naar Broere, Sliedrecht |            |
| 74                                  | 1947      | Perkins-Domburg                 |                | Eerste dieselbus |            |
| 42-45, 66-73                        | 1948      | Ford-Hoogeveen                  |                | |            |
| 20                                  | 1948      | Bedford-Domburg                 |                | |            |
| 2-3                                 | 1949      | Bedford-Domburg / Den Oudsten   |                | |            |
| 4-7, 22-26, 75                      | 1949      | Diamond-Domburg                 |                | |            |
| 76-90                               | 1950      | Perkins-Domburg                 |                | |            |
| 91-94                               | 1950      | Ford-Verheul                    |                | |            |
| 1-5                                 | 1952      | Kromhout-Jongerius              |                | |            |
| 6-15                                | 1952      | Kromhout-Verheul                |                | |            |
| 16-25                               | 1953      | Kromhout-Verheul                |                | Afkomstig van NBM |            |
| 101-150                             | 1954-1955 | Leyland-Verheul                 | Holland Coach  | 114, 124, 126, 140, 142, 143, 146 in 1971 verkocht aan Henri Nefkens van Nefkens (busbedrijf), Amersfoort (nrs. 43, 15, 42, 41, 44, 16, 14) 134 werd museumbus bij de Stichting Veteraan Autobussen                                                                                                  |            |
| 26-40                               | 1956      | Leyland-Verheul                 | Worldmaster    | Museumbus bij Stichting GEVU Museumbus |            |
| 41-60                               | 1957      | Leyland-Werkspoor               | Worldmaster    | 50 en 53 in 1973 verkocht aan Meering in Duivendrecht (nrs. 25 en 26). Deden in 1974 dienst bij het GVB Amsterdam |            |
| 61-68                               | 1964      | Leyland-Den Oudsten             | Worldmaster    | Bijnaam Duikboot. 61-63 en 68 in 1973 verkocht aan van Manen Harderwijk (nrs. 10-12 en 21). Deden in 1974 dienst het GVB Amsterdam. 65-67 verkocht aan zwemschool de Watergeus in Amsterdam |            |
| 71-75                               | 1966      | CSA (DAF-Hainje)                | SB 200DOL      | |            |
| 76-85                               | 1967      | CSA (DAF-Hainje)                | SB 200DOL      | |            |
| 86-95                               | 1968      | CSA (DAF-Den Oudsten)           | SB 200DOL      | |            |
| 151-170                             | 1969      | CSA (DAF-Hainje)                | SB 200DOL      | |            |
| 171-190                             | 1970      | CSA (DAF-Hainje)                | SB 200DOL      | |            |
| 191-210                             | 1971      | CSA (DAF-Hainje)                | SB 200DKDL     | |            |
| 211-235                             | 1972      | CSA (DAF-Hainje)                | SB 200DKDL     | 216 museumbus van Stichting BEVER |            |
| 236-240                             | 1973      | CSA (DAF-Hainje)                | SB 200DKDL     | |            |
| 241-262                             | 1973      | CSA (DAF-Hainje)                | SB 200DKDL     | |            |
| 301-315                             | 1974      | CSA (DAF-Hainje)                | SB 200DKDL     | 301-303, 306 en de 309-314 in 1990 verkocht aan het GVB Amsterdam (nrs. 101-110) |            |
| 316-332                             | 1975      | CSA (DAF-Hainje)                | SB 200DKDL     | 316 bewaard bij Stichting GEVU Museumbus |            |
| 333                                 | 1978      | CSA (DAF-Hainje)                | SB 201DKDL     | 333 naar particulier, was campagnebus voor politicus, via omwegen terechtgekomen bij particulier. |            |
| 334-349                             | 1980      | CSA (DAF-Hainje)                | SB 201DKDL     | |            |
| 350-381                             | 1982      | CSA (DAF-Hainje)                | SB 201DKDL     | 352, 356, 357 en 360 in 1998 verkocht aan het GVB Amsterdam (nrs. 463-466) 378 naar Stichting Standaard Streekbus 367 (Lijn 8 dienstletter H) na zware aanrijding met een sneltram Utrecht Nieuwegein op Smakkelaarsveld in 1984 onherstelbaar beschadigd en afgevoerd op slechts 2-jarige leeftijd. |            |
| 382-391                             | 1983      | CSA (DAF-Hainje)                | SB 201DKDL     | 390 semitourbus met dubbele rode skai streekbusbankjes 382 in 1998 verkocht aan het GVB Amsterdam (nr. 467) |            |
| 1-15                                | 1984      | CSA (DAF-Hainje)                | SB 201DKDL     | 4 heeft meer dan 20 jaar in de normale dienst gereden en daarmee een van de langstdienende bussen bij het GVU |            |
| 16-33                               | 1985      | CSA (DAF-Hainje)                | SB 201DKDL     | |            |
| 34-43                               | 1987      | CSA (DAF-Hainje)                | SB 201DKDL     | |            |
| 401-407                             | 1986      | CSA (DAF-Hainje)                |                | Aangeschaft ten behoeve van (binnenstads)lijn 2/22. Qua carrosserie en interieur afgeleid van de tweede generatie standaardbus (CSA-II). De 404 is thans museumbus bij Stichting Beterdebus. |            |
| 44-59                               | 1987      | CSA (DAF-Hainje)                | SB 201DKDL     | 59 vaste lesbus, 52 museumbus Noordelijk Busmuseum, Winschoten |            |
| 415-417                             | 1988      | Volvo-R&J                       | 14MA           | Gelede bussen, ex VB-Biel, bijnaam Heidi s |            |
| 101                                 | 1989      | CSA (DAF-Hainje)                | Proefbus       | |            |
| 501-518                             | 1989      | Volvo-Den Oudsten               | B10MG-B88      | Eerste gelede bussen, 502, 501, 504 en de 511 verkocht aan touringcarbedrijf Oostenrijk. (Witbeplakt en nrs. 218-221) |            |
| 419                                 | 1990      | Volvo                           |                | Derdehands, voormalige GVB 024, daarna Milot 62. Werd gebruikt voor schoolvervoer, na buitendienststelling overgedragen aan museumstichting BRAM. |            |
| 408-409                             | 1990      | CSA (DAF-Hainje)                |                | |            |
| 519-534                             | 1990      | Volvo-Den Oudsten               | B10MG-B88      | De 519 op 20 april 2007 overgedragen aan Noordelijk Busmuseum, Winschoten. Twee bussen verkocht aan producent James Bondfilm Casino Royale |            |
| (4)535-(4)546                       | 1991      | Volvo-Den Oudsten               | B10MG-B88      | Na overname door Connexxion wagennummer met 4000 verhoogd. |            |
| (4)547-(4)556                       | 1991      | Volvo-Den Oudsten               | B10MG-B88      | Na overname door Connexxion wagennummer met 4000 verhoogd. |            |
| (4)557-(4)575                       | 1993      | Volvo-Den Oudsten               | B10MG-B88      | Na overname door Connexxion wagennummer met 4000 verhoogd. |            |
| 410                                 | 1989      | Bova                            |                | |            |
| (4)576-(4)590                       | 1997      | Van Hool                        | AG 300         | Gelede LPG-bussen, 581 op 30-1-2010 uitgebrand en afgevoerd. Na overname door Connexxion wagennummer met 4000 verhoogd. |            |
| (40)60-(40)84                       | 1998      | Van Hool                        | A 300          | LPG-bussen, 4060 en 4061 leswagens. Na overname door Connexxion wagennummer met 4000 verhoogd. |            |
| (40)85-(4)100, 102-106              | 2000      | Van Hool                        | A 300          | LPG-bussen, 101 ontbreekt door de aanwezigheid van het prototype met dat nummer. 85 uitgebrand op 23 juni 2005 en afgevoerd. Na overname door Connexxion wagennummer met 4000 verhoogd. |            |
| (4)901-(4)915                       | 2002      | Van Hool                        | new AGG 300    | 25 meter lange dubbelgelede bussen. Na overname door Connexxion wagennummer met 4000 verhoogd. De 4908-4915 tijdelijk verhuurd aan Qbuzz, nrs. 4251-4258 |            |
| (4)916-(4)927                       | 2003      | Van Hool                        | new AGG 300    | 25 meter lange dubbelgelede bussen. Na overname door Connexxion wagennummer met 4000 verhoogd. Tijdelijk verhuurd aan Qbuzz, nrs. 4259-4270 |            |
| (4)107-(4)118                       | 2004      | Van Hool                        | new A 330      | Standaardbussen met extra zitplaatsen. Na overname door Connexxion wagennummer met 4000 verhoogd. |            |
| (4)119-(4)133                       | 2004      | Van Hool                        | new A 330      | 122 wegens brandschade afgevoerd; rest van de serie eind 2007 doorgeschoven naar zusterbedrijf Novio; begin 2010 kwamen enkele bussen terug bij het GVU. Na overname door Connexxion wagennummer met 4000 verhoogd.                                                                                  |            |
| (4)451-(4)454                       | 2004      | Van Hool                        | new A 308      | Midi-bussen voor buslijn 2. Na overname door Connexxion wagennummer met 4000 verhoogd. |            |
| (4)601-(4)629                       | 2005      | Van Hool                        | new AG 300     | Gelede bussen. Na overname door Connexxion wagennummer met 4000 verhoogd. In 2014 grotendeels geëxporteerd naar Boedapest. |            |
| (4)630-(4)646                       | 2007      | Van Hool                        | new AG 300     | Gelede bussen. Na overname door Connexxion wagennummer met 4000 verhoogd. |            |
| 7841-7860, 7862-7873                | 2001      | Van Hool                        | new AG 300     | Gelede bussen doorgeschoven door Connexxion, tot november 2007 Zuidtangent, 7850 is afgevoerd na ongeval met een sneltram. |            |
| 9148 - 9150, 9152                   | 2003      | Mercedes-Benz                   | Citaro G       | Voormalige Connexxion-bussen. |            |
| 2252                                | 1998      | Den Oudsten                     | Alliance B96   | Voormalige Connexxion-bus, daarvoor Oostnet, bij het GVU daarna als ov-chip / test-bus ; inmiddels gesloopt. |            |
| 8125, 8130                          | 2002      | Berkhof                         | Ambassador 200 | Voormalige Connexxion-bussen |            |
| 1819 - 1823, 1826, 1841, 1842, 1846 | 2005      | VDL Bus & Coach                 | Ambassador 200 | Voormalige Hermes-bussen; 1846 naar Novio (Breng) |            |
| 1305                                | 1996      | Den Oudsten                     | Alliance B89   | Voormalige Connexxion-bus, daarvoor ZWN, terug naar Connexxion |            |
| 2940                                | 2002      | Mercedes-Benz                   | Integro        | Voormalige Connexxion Interliner, terug naar Connexxion |            |
| 3143                                | 2002      | Cacciamali                      | Elfo           | Elektrische bus, afkomstig van de AMT-Genova. Daarna korter dan een jaar bij GVU op lijn 2 gereden als proef. Geëxporteerd |            |
| 700-serie                           |           |                                 |                | 11 stuks werkmaterieel |            |

### Huurbussen
Naast touringcars heeft het GVU ook een aantal CSA-1 en CSA-2 standaardbussen van andere bedrijven voor kortere of langere tijd gehuurd. Zo werden in 1979 2 wagens 401-406 uit 1966 van de RET gehuurd, in 1982 de 331 en 332 uit 1967 van het GVBA die bij het GVU de wagennummers 31 en 32 kregen omdat het GVU al standaards met die nummers had. In 1993 werden de bij Volvo ingeruilde ex Maastrichtse Volvo B10R/Hainje CSA-1 wagens 86-91, 21, 23, 25 en 26 gehuurd en 1998 werden van de HTM de CSA-2 wagens 502, 503, 506-508 gehuurd en kregen bij het GVU de nummers 6502, 6503 en 6506-6508 in verband met doublures met eigen bussen. Dit alles omdat het GVU onvoldoende eigen materieel ter beschikking had.
Daarnaast heeft het GVU ook bussen verhuurt aan andere bedrijven zoals gelede Volvo bussen serie 501-575 aan het GVB Amsterdam voor pendeldiensten naar onder meer Sail en voor pendeldiensten die het GVB in opdracht van de Nederlandse spoorwegen reed.

### Voormalig GVU-materieel

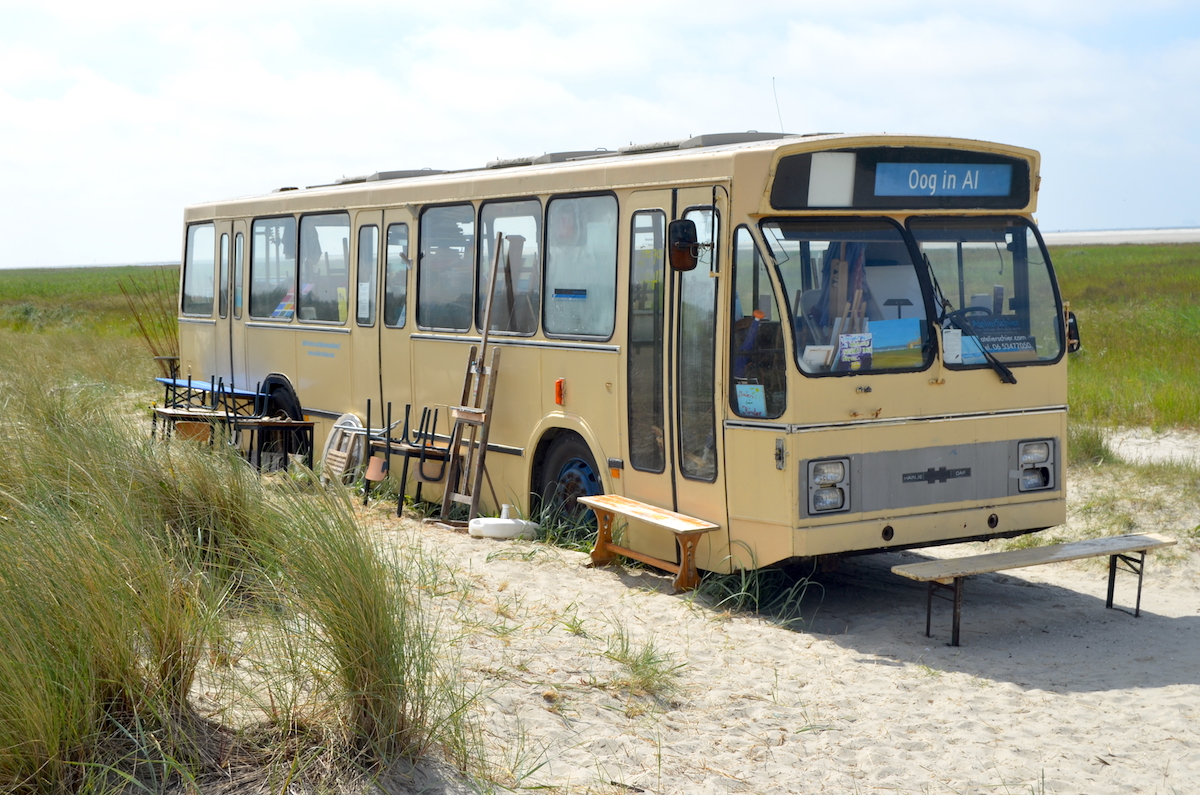
De Utrechtse GVU-bus 44 bij het strand van Schiermonnikoog.

Hoewel een groot gedeelte van de Utrechtse stadsbussen wordt gesloopt na hun leven bij het GVU, is er ook een aantal bussen dat de dans (voorlopig) ontspringt. Hieronder staan een aantal bestemmingen van voormalige Utrechtse lijnbussen.
In Nederland nog bestaande voormalige GVU-bussen
- CSA-I: 194, 222, 316, 323, 333, 359, 386, 387 en 391.
- CSA-II: 20, 33, 43, 44, 48 en 59.
- Overige: 404, 409, 101 en 122.
- Volvo: 501, 502, 504, 510, 511, 512, 515-517, 533, 537, 541 en 555.

Door de jaren heen hebben er meer GVU-bussen bij particulieren gereden, doch deze zijn gesloopt en vallen dus buiten beschouwing.
Geëxporteerde GVU-bussen:

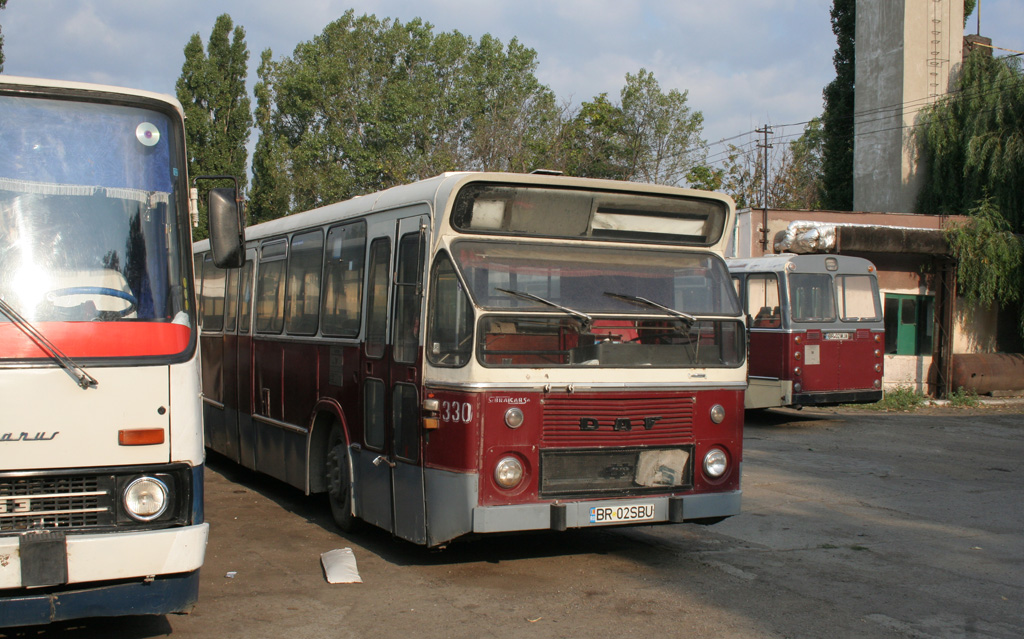
Een voormalige GVU-bus (nr. 262), geëxporteerd naar Brăila in Roemenië.

- Angola: 247, 249, 250, 254, 259, 304, 307-315, 317 en 318.
- Roemenië: 191, 197, 252, 256, 260, 262, 321, 322, 324-326, 328 en 332.
- Marokko: 319, 331, 334-342, 344-349, 368, 369, 376, 377 en 380.
- Suriname: 229 en 17.
- Azerbeidzjan: 350, 353, 362, 365, 366, 389, 37, 505, 509, 518 en 522.
- Tanzania: 352 en 357
- Cuba: 301, 354, 358, 364, 370, 373-375, 381, 383, 385 en 390
- Albanië: 8, 14, 18, 21-23, 25-27, 29-31, 35, 38, 39, 46, 50, 55-58, 401-403, 405, 407 en 408.
- Polen: 3
- Groot-Brittannië: 530 en 535, beiden gebruikt voor de James Bondfilm Casino Royale. De bussen zijn doormidden gereden door een tankauto.

De bussen die naar Albanië zijn vertrokken zijn via Stichting Skampa en transportbedrijf Van der Wal daarheen gebracht. De bussen zijn geschonken t.b.v ontwikkelingshulp.

### GVU-museumbussen
In de afgelopen decennia diverse historische autobussen van het GVU bewaard gebleven als Utrechtse museumbussen.
Bus 134 uit 1955 werd in 1972 als eerste Utrechtse museumbus ondergebracht bij de Stichting Veteraan Autobussen.
In 1988 werd het Bedrijfs Autobus Museum Utrecht (BAMU) opgericht, onder beheer van het GVU. De eerste bus die bij de BAMU werd ingebracht was de GVU 216 uit 1972. Later volgde nog de GVU 333 uit 1978 en Duikboot GVU 68 uit 1964.
Toen de BAMU in 1996 geliquideerd werd kwam de 216 terecht bij Stichting Bever die de bus later over deed aan camping De Horsterhoeve. De 333 en de 68 werden afgevoerd. De 333 kwam bij een particulier terecht, de 68 werd gesloopt.
Sinds 2000 zijn diverse bussen, gebouwd sinds de jaren zeventig, op diverse locaties bewaard als museumbus. In 2017 werd in Utrecht de Stichting GEVU Museumbus opgericht, die nu beschikt over twee bussen (27 en 316).

### Utrechtse museumbussen
| Nummer | Serie   | Bouwjaar  | Bewaard door                           | Opmerking | Afbeelding |
| ------ | ------- | --------- | -------------------------------------- | --- | ---------- |
| 134    | 101-150 | 1954-1955 | Stichting Veteraan Autobussen          | In 1972 werd de Leyland-[[Verheul (constructeur)\|Verheul]] Holland Coach nr. 134 overgedragen aan de Stichting Veteraan Autobussen. De 134 was de laatste Holland Coach die op dat moment nog dienstdeed. |            |
| 27     | 26-40   | 1956      | Stichting GEVU Museumbus               | Voor speciaal vervoer heeft het GVU in 1987 de Leyland-Verheul Royal Tiger Worldmaster-bussen nrs. 27 en 31 teruggekocht. Deze twee bussen reden samen met enkele seriegenoten vanaf 1976 rond in het Safaripark Beekse Bergen te Hilvarenbeek. De 27 werd opgeknapt terwijl de 31 als plukwagen diende. In 2001 ontfermden zich een aantal liefhebbers over de 27 die hem restaureerden. Bij het eind van het GVU kwam de 27 tijdelijk bij BRAM terecht om afvoer te voorkomen. |            |
| 316    | 316-332 | 1975      | Stichting GEVU Museumbus               | In 1990 verkocht naar Maastricht Airport, vanaf 2005 in Nijmegen; in 2010 naar Busmuseum van IJsseldijk (oranje kleur van Stadsvervoer Dordrecht); in 2017 als museumbus terug naar Utrecht. |            |
| 333    | 333     | 1978      | Particulier                            | Eerst onderdeel van de BAMU. Via omzwervingen in 2017 bij een particulier terechtgekomen. |            |
| 378    | 350-381 | 1982      | Museum van alles en nog wat, Nieuwkoop | Sinds 2002, in 2018 naar OVCN |            |
| 404    | 401-407 | 1986      | Beterdebus                             | Eind 2015 teruggevonden bij een particulier en door Stichting Beterdebus verworven met als doel hem terug te brengen in Utrechtse staat. Reed voordat bij particulier terecht kwam ook nog enkele jaren vervoer van Wadlopers bij de firma Westbank op Terschelling. In 2020 naar OVCN bij eind Beterdebus. |            |
| 52     | 44-59   | 1988      | Nationaal Bus Museum                   | In 2005 werd de GVU 52 geschonken aan het Nationaal Bus Museum in Hoogezand. De 52 was de eerste CSA-II die in de blauw/witte GVU-kleuren op straat kwam. |            |
| 519    | 519-534 | 1990      | Nationaal Bus Museum                   | De tweede bus in 2007 geschonken aan het Nationaal Bus Museum in Hoogezand. Dit was een gelede bus van het type B88. |            |

## Trivia
- In tegenstelling tot andere busbedrijven, hadden de buslijnen lange tijd dienstletters in plaats van dienstcijfers. Pas later werden er dienstcijfers ingevoerd.
- Lange tijd was het gebruikelijk dat de bussen op volgorde van wagennummer op een lijn werden ingezet. Dit had als oorzaak dat in de garage de wagens een vaste plek hadden en dus altijd op wagennummervolgorde stonden opgesteld en de garage verlieten. Dit kwam bij andere bedrijven (vrijwel) niet voor.
- Haltevertrekstaten vermeldden lange tijd alleen de vertrektijden van het beginpunt met daarbij met pen geschreven de rijtijd van het beginpunt tot de halte waarmee de passagiers dan zelf de vertrektijd konden uitrekenen. Pas later ging men over tot haltevertrekstaten die de exacte vertrektijden vanaf de halte vermeldden, zoals bij vrijwel alle andere bedrijven.